# Mendelssohn-Schelfeis
Koordinaten: 71° 17′ S, 72° 57′ W

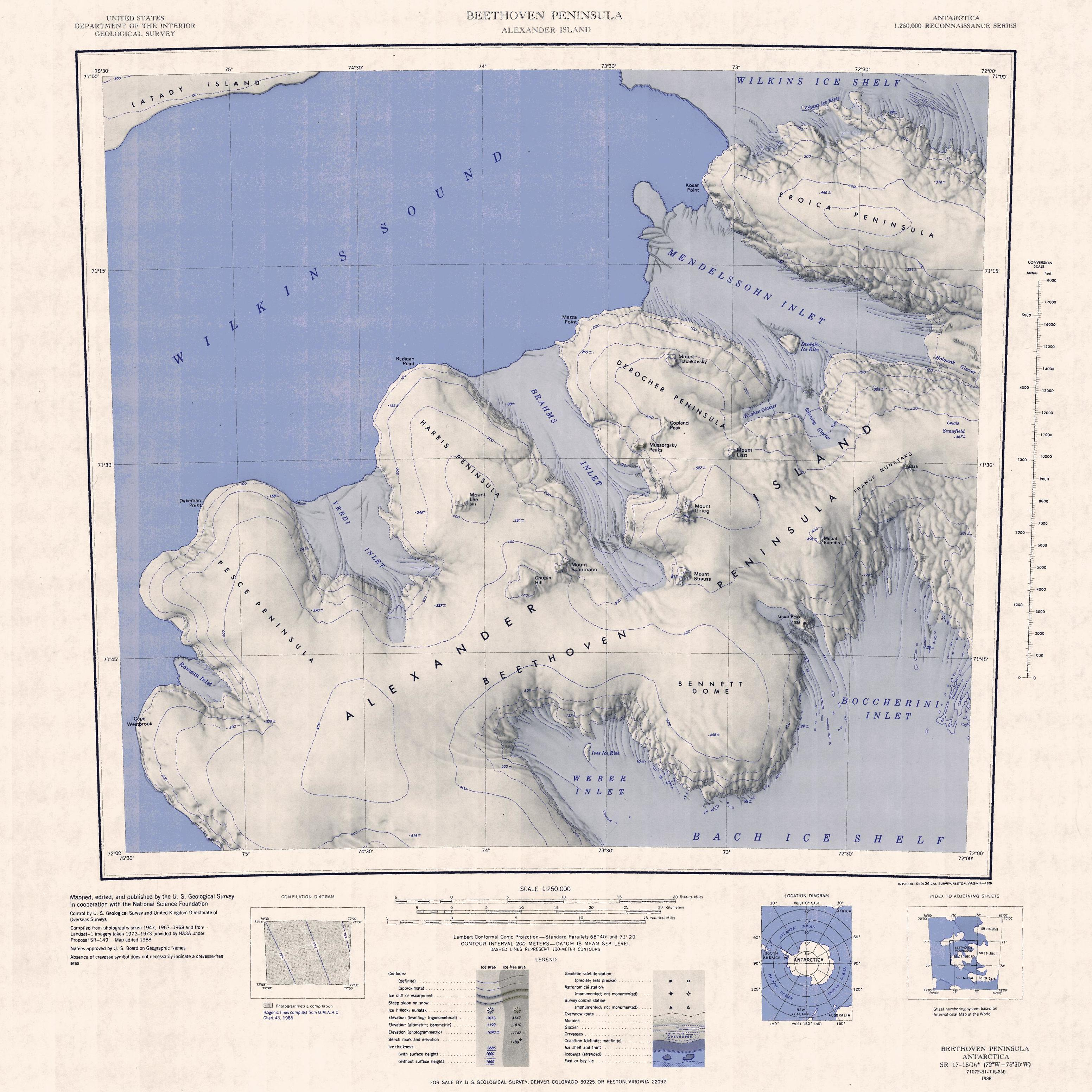
Topographisches Kartenblatt der Beethoven-Halbinsel (1:250.000) mit dem Mendelssohn Inlet und dem darin befindlichen Mendelssohn-Schelfeis (rechts oben)

Das Mendelssohn-Schelfeis ist ein Schelfeis im Mendelssohn Inlet an der Nordküste der Beethoven-Halbinsel auf der westantarktischen Alexander-I.-Insel. Es wird gespeist durch den Hushen-, den Reuning- und den Holoviak-Gletscher.
Das UK Antarctic Place-Names Committee benannte es 1977 in Anlehnung an die gleichnamige Bucht. Deren Namensgeber ist der deutsche Komponist Felix Mendelssohn Bartholdy (1809–1847).